# Mutter Albanien

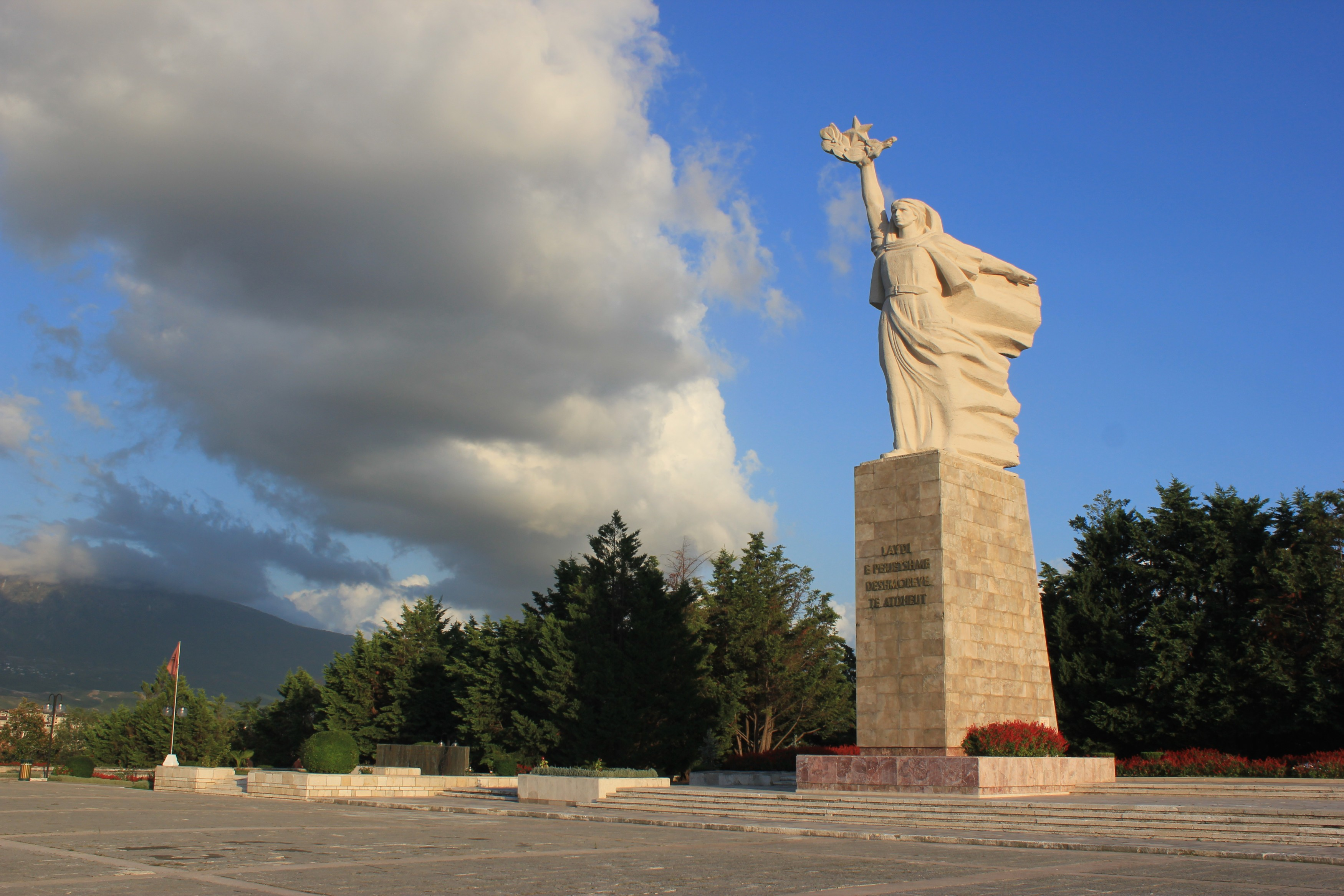
Das Kriegerdenkmal Nëna Shqipëri

Mutter Albanien (albanisch Nëna Shqipëri [nəna ʃcipəɾi]) ist eine Nationale Personifikation Albaniens in Form einer Frauenfigur, die das Land Albanien (albanisch Shqipëria, fem.) versinnbildlicht. Die Allegorie fand vor allem während der kommunistischen Herrschaft Verwendung, so in einem Gedicht von Dritëro Agolli. Die Figur ist aber älteren Ursprungs: Bereits Pashko Vasa und andere frühere Nationalisten verwendeten zur Nationsbildung den Begriff der Mutter Albanien, die allen Albanern unabhängig von ihrer Religion eine Heimat gibt.
Bekannt ist vor allem das große Denkmal auf dem Heldenfriedhof zu Ehren der Gefallenen des Zweiten Weltkrieges in der albanischen Hauptstadt Tirana. Es befindet sich auf einem Hügel im Südosten der Stadt am Eingang des Partisanenfriedhofes Varrezat e Dëshmorëve të Kombit (Nationaler Märtyrerfriedhof). Das 22 Meter hohe Monument setzt sich aus einer elf Meter hohen Statue und dem Piedestal zusammen und erinnert an sowjetische Mutter-Heimat-Statuen. Die Statue ist aus Beton und zeigt Mutter Albanien, die einen Lorbeerkranz und einen Stern auf der rechten Hand trägt. Mutter Albanien soll symbolisch über dem ewigen Schlaf derjenigen wachen, die für sie ihr Leben gaben. Das Monument wurde 1971 nach Plänen von Kristaq Rama, Muntaz Dhrami und Shaban Hadëri als zentrales Element des neu angelegten Heldenfriedhofs erstellt. Auf der Vorderseite des Piedestals befindet sich die Aufschrift Lavdi e Përjetshme Dëshmorëve të Atdheut (Ewiger Ruhm für die Märtyrer des Vaterlandes). Im Friedhof finden sich insgesamt 28.000 Gräber von Partisanen aus dem Zweiten Weltkrieg. Auch das Grab des jahrzehntelangen Diktators Albaniens, Enver Hoxha, befand sich hier, bis es 1992 exhumiert und in einen öffentlichen Friedhof mit schlichterem Grabstein überführt wurde.